# ميخائيل براون (لاعب كريكت)
ميخائيل براون (9 فبراير 1980 في المملكة المتحدة - ) (بالإنجليزية: Michael Brown)‏ هو لاعب كريكت بريطاني. لعب مع نادي مقاطعة سري للكريكت ‏ ونادي مقاطعة ميدلسكس للكريكت ‏ ونادي مقاطعة هامبشاير للكريكت ‏.

## وصلات خارجية
- ميخائيل براون على موقع إي آس بي آن كريك إنفو (الإنجليزية)